# 沃尔夫斯格拉本
沃尔夫斯格拉本是奥地利下奥地利州维也纳城郊县的一个市镇。总面积17.34平方公里，总人口1524人，人口密度87.9人/平方公里（2005年）。